# Belleair (Florida)
Belleair es un pueblo ubicado en el condado de Pinellas en el estado estadounidense de Florida. En el Censo de 2010 tenía una población de 3.869 habitantes y una densidad poblacional de 525,44 personas por km².

## Geografía
Belleair se encuentra ubicado en las coordenadas 27°56′10″N 82°48′46″O / 27.93611, -82.81278. Según la Oficina del Censo de los Estados Unidos, Belleair tiene una superficie total de 7.36 km², de la cual 4.48 km² corresponden a tierra firme y (39.22%) 2.89 km² es agua.

## Demografía
Según el censo de 2010, había 3.869 personas residiendo en Belleair. La densidad de población era de 525,44 hab./km². De los 3.869 habitantes, Belleair estaba compuesto por el 96.02% blancos, el 0.8% eran afroamericanos, el 0.18% eran amerindios, el 1.6% eran asiáticos, el 0% eran isleños del Pacífico, el 0.52% eran de otras razas y el 0.88% pertenecían a dos o más razas. Del total de la población el 3.26% eran hispanos o latinos de cualquier raza.